# Nicolae Kovacs
Pour les articles homonymes, voir Kovacs.
Nicolae Kovacs, ou Nicolae Covaci (en hongrois, Miklós Kovács), dit Copec, né le 29 décembre 1911 à Plugova, Mehadia (Roumanie) et mort le 7 juillet 1977 à Timișoara (Roumanie) était un footballeur roumain.

## Biographie
Cet attaquant international roumain est l'un des cinq joueurs ayant participé aux trois coupes du monde d'avant-guerre. À la suite de l'annexion du nord de la Transylvanie par la Hongrie, le joueur a également été international hongrois en 1941.
Il dispute la saison 1935-1936 au sein de l'Union Sportive Valenciennes-Anzin.
Il est le frère de Stefan Kovacs, qui a été entraîneur de l'Ajax Amsterdam et sélectionneur de l'équipe de France de football.
Au début des années 1950, la fédération roumaine lui apprend qu'il va entraîner Teleorman, un club national de division C. À la suite d'un quiproquo dans la rédaction insistante du message, Nicolae Kovacs croit fermement pendant quelques jours qu'il va être l'entraîneur... de l'équipe d'Alexandrie (Égypte), mais le train qui lui est indiqué le dépose très vite... dans son propre pays.

## Palmarès de joueur
- Vainqueur de la Coupe des Balkans des nations 1929/31 et 1933.

## Source
- Marc Barreaud, Dictionnaire des footballeurs étrangers du championnat professionnel français (1932-1997), l'Harmattan, 1997. cf. la fiche du joueur page 50 (Nicolae Covaci).